# Zeitalter der Entdeckungen

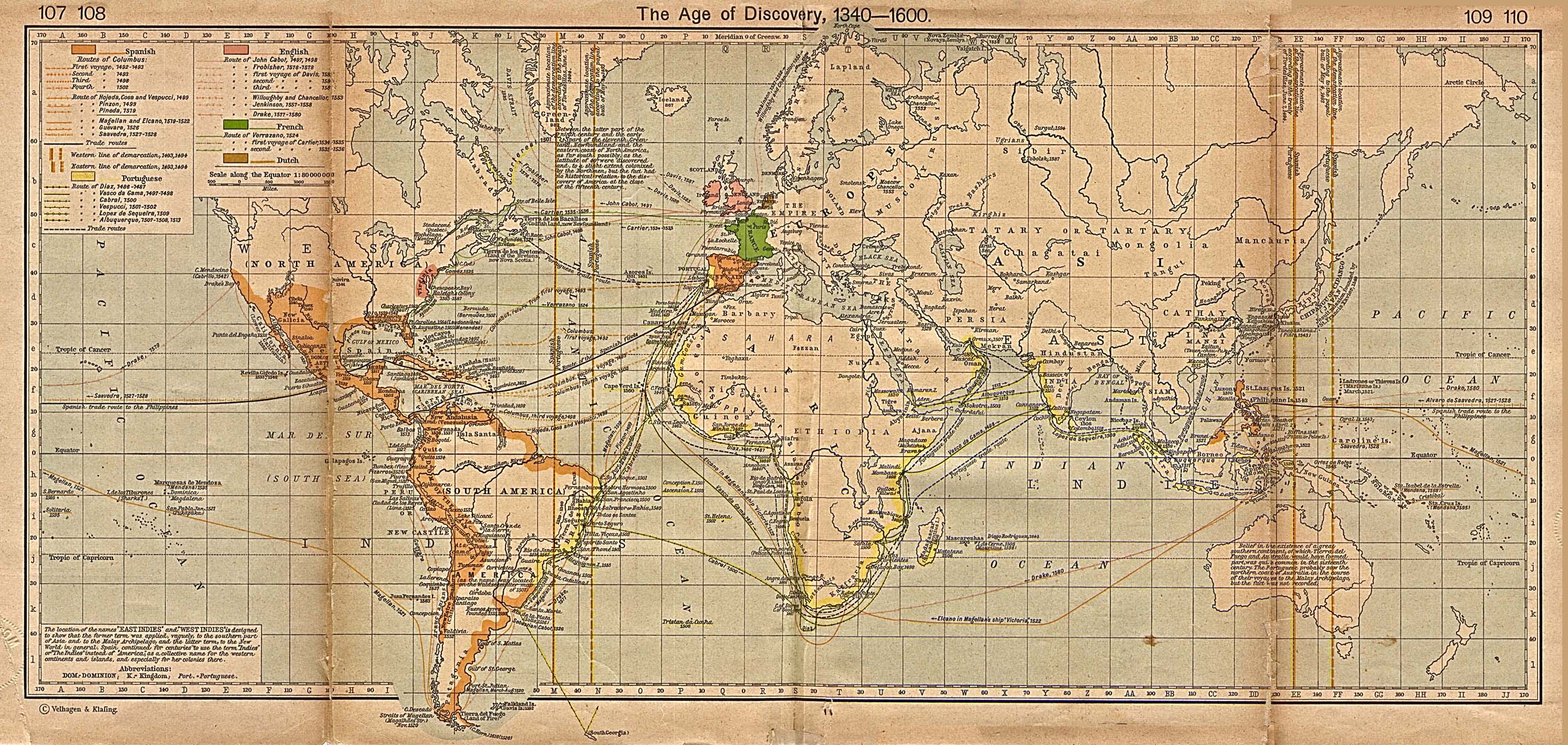
Das Zeitalter der Entdeckungen

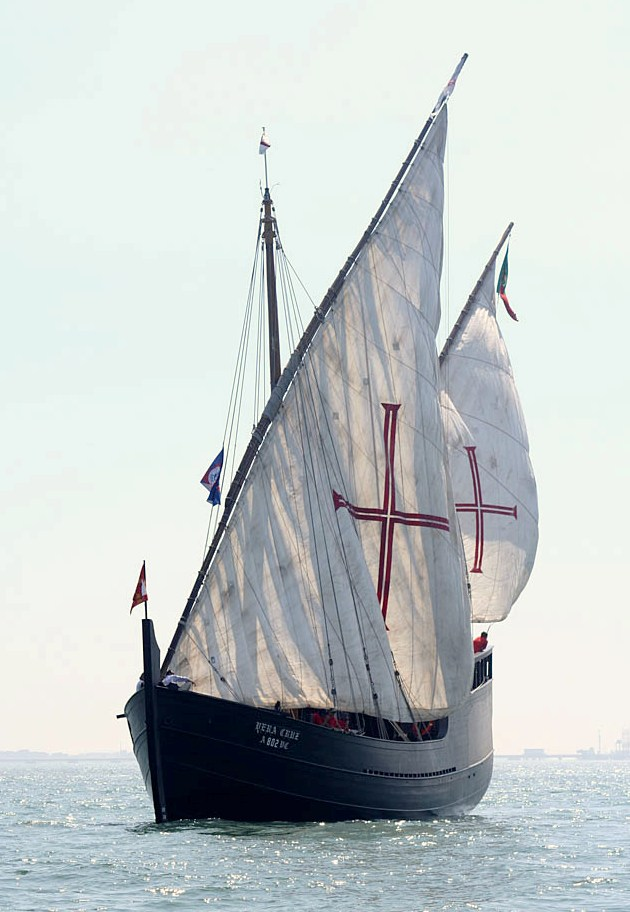
Hochseetaugliche Segelschiffe wie die Karavelle ermöglichten die ersten großen Entdeckungsreisen der Europäer im 15. Jahrhundert

Heckruder europäischer Segelschiffe im Zeitalter der Entdeckungen

Als das Zeitalter der Entdeckungen bezeichnet man populärwissenschaftlich das Zeitalter der europäischen Geschichte etwa vom Beginn des 15. bis zum Ende des 19. Jahrhunderts, vor allem die Periode zwischen 1416 und 1600. Die mit anderen historischen Entwicklungen Europas überlappende Epoche begann in der Frühen Neuzeit und befasst sich im engeren Sinn mit den Erkenntnissen von europäischen Seefahrern und von Forschungsreisenden. Um den Bezug zur europäischen Geschichte in eine weniger hervorgehobene Relation zu den globalen historischen Ereignissen zu setzen, verwendet man in der Geschichtswissenschaft den Begriff „Zeitalter der europäischen Expansion“.
Beide Ausdrücke sind Arbeitsbegriffe zur Periodisierung der Entdeckungsgeschichte als Teilgebiet der europäischen Geschichte. Dabei bezieht man sich besonders auf die „europäische Expansion“ nach Übersee, die durch die Entdeckungsfahrten von Gonçalo Velho Cabral, Vasco da Gama (siehe auch Indienhandel), Bartolomeu Diaz, Christoph Kolumbus, Ferdinand Magellan, Jacques Cartier, Francis Drake, Willem Janszoon und Pedro Fernandes de Queirós begann. Diese Seefahrer haben in ihrem Streben nach Profit das Bild Europas von der Erde maßgeblich beeinflusst. (→Entdeckung Amerikas 1492) Die Entdeckungen des 18. und 19. Jahrhunderts, die zum Beispiel während der Weltreisen von James Cook gemacht wurden, führten zu weiteren deutlichen Korrekturen im geografischen Weltbild der Europäer. Der Charakter der europäischen Entdeckungsfahrten wandelte sich im Laufe der Zeit von rein profitorientierten Unternehmen hin zu Erkundungsunternehmen, auf denen wissenschaftliche Forschung betrieben wurde, deren Erkenntnisgewinn weit über die Seefahrt und den Handel hinausging.
Die geografischen Entdeckungen der Europäer gingen mit zeitgleichen Fortschritten in Wissenschaft und Technik einher:
- in der Kartografie und Mathematik (→ Geschichte der Kartografie). Genannt seien hier beispielhaft der Behaim-Globus (1492–1493) und die Mercator-Projektion (1569).
- für die Navigation von Schiffen. Für die Hochseeschifffahrt ohne Küstensicht waren astronomische Methoden zur Standortbestimmung absolut notwendig. Hierbei muss zwischen der relativ einfachen Bestimmung der geografischen Breite (→Astronomische Navigation) mittels Jakobsstab (15. Jahrhundert) und der ohne genaue Uhren schwer möglichen Bestimmung der geografischen Länge unterschieden werden. (→Längenproblem, Ende 18. Jahrhundert)
- im Schiffbau, etwa durch die Entwicklung des Schiffstyps der Karavelle im 15. Jahrhundert. Sie ließ sich durch ihr festes Heckruder (→Pinne) viel besser steuern als Schiffe mit Seitenrudern.

Das „Zeitalter der Entdeckungen“ führte zur Entstehung neuer Handelsnetzwerke. Alte Handelswege wie etwa die Seidenstraße verloren ihre Bedeutung und wurden durch maritime Handelsrouten ersetzt. Wichtige Handelsgüter waren Gewürze, Gold, Silber, Seide und Sklaven. (→Atlantischer Sklavenhandel) Durch den Austausch von Pflanzen und Tieren zwischen den Kontinenten wandelten sich die europäischen, amerikanischen, afrikanischen und asiatischen Lebensarten um. (→Columbian Exchange) Mit fortwährender Dauer der Handelsbeziehungen setzte ein kultureller Austausch zwischen Europa und den anderen Kontinenten ein, der zunächst durch die Verbreitung europäischer Religion, Sprache und Kultur gekennzeichnet war, später auch in zunehmendem Maße in umgekehrter Richtung stattfand. Die europäischen Entdeckungen und technologischen Fortschritte führten zur Gründung von meist gewaltsam eroberten Kolonien in Afrika, Asien, Amerika und Australien. Dies brachte für die einheimischen Bevölkerungen meist erhebliche Verschlechterungen ihrer Lebenssituation, im Extremfall die Auslöschung ganzer Kulturen mit sich. (→Kolonialismus)

## Entwicklungen
Die Entdeckungen hatten einige Motive und Voraussetzungen. Durch den Bau großer hochseefähiger Schiffe waren die technischen Möglichkeiten zum Transport von Menschen, Waffen und Lebensmitteln gegeben, so dass größere Entfernungen zurückgelegt werden konnten. Auch die Verbesserung nautischer Instrumente trug hierzu bei. Es kam zur Herausbildung eines Welthandels. Die Handelskompanien waren dessen Träger. Der Seehandel hatte den größten Anteil hierbei, der Fernhandel über Landwege wie die alte Seidenstraße einen kleineren.
Zudem spielte einige weitere Motive hinein, so z. B. dass das Christentum in der Neuen Welt verbreitet werden sollte (Missionierung). Auch erwarteten die europäischen Großmächte zugleich eine Erweiterung ihres politischen Einflussbereiches. Das wird deutlich an den überseeischen Kolonien unter anderem der Spanier, Portugiesen, Engländer, Holländer und Franzosen. Der Vertrag von Tordesillas aus dem Jahre 1494 regelte die Verteilung der entdeckten Länder zwischen Portugal und Spanien. Die weitere Entwicklung zeigte jedoch, dass auch andere Großmächte am Gewinn aus den Entdeckungen beteiligt sein wollten. Die Gründung der Handelskompanien zeigte deren wirtschaftliches Interesse an der Nutzung der Ressourcen der entdeckten Gebiete. Der Vertrag von Madrid war die letztendliche Konsequenz des gegenstandslos gewordenen Vertrags von Tordesillas.